# Lista de aeroportos da Região Sudeste do Brasil
Esta é uma lista dos principais aeroportos da Região Sudeste do Brasil.
A seguir está uma lista dos principais aeroportos da Região Sudeste do Brasil, separados por estados, constando nome oficial e/ou nome pelo qual são conhecidos, a sigla IATA e/ou o código ICAO.

## Espírito Santo
Infraero
- Aeroporto Eurico de Aguiar Salles (VIX/SBVT) - Vitória

Municipais
- Aeroporto de Baixo Guandu/Aimorés (SNBG) - Baixo Guandu
- Aeroporto de Cachoeiro de Itapemirim (CDI/SNKI) - Cachoeiro de Itapemirim
- Aeroporto de Guarapari (GUZ/SNGA) - Guarapari
- Aeroporto de Linhares (SNLN) - Linhares
- Aeroporto Tancredo de Almeida Neves (SBJ/SNMX) - São Mateus

## Minas Gerais
Concessão
- Aeroporto Internacional de Belo Horizonte-Confins (CNF/SBCF) - Confins
- Aeroporto Presidente Itamar Franco (IZA/SBZM) - Goianá
- Aeroporto de Divinópolis (DIQ/SNDV) - Divinópolis
- Aeroporto de Ipatinga (IPN/SBIP) - Santana do Paraíso

Federais Infraero
- Aeroporto de Barbacena - (QAK/SBBQ) Barbacena
- Aeroporto Carlos Prates (***/SBPR) - Belo Horizonte
- Aeroporto de Montes Claros (MOC/SBMK) - Montes Claros
- Aeroporto da Pampulha (PLU/SBBH) - Belo Horizonte
- Aeroporto de Poços de Caldas (POO/SBPC) - Poços de Caldas
- Aeroporto de Uberaba (UBA/SBUR) - Uberaba
- Aeroporto de Uberlândia (UDI/SBUL) - Uberlândia

Municipais
- Aeródromo Público de Oliveira (SNRZ) - Oliveira
- Aeroporto das Bandeirinhas/Conselheiro Lafaiete (SNKF) - Conselheiro Lafaiete
- Aeroporto de Alfenas (SNFE) - Alfenas
- Aeroporto de Araxá (AAX/SBAX) - Araxá
- Aeroporto de Campo Belo (SNCA) -  Campo Belo
- Aeroporto de Caratinga (***/SNCT) -  Ubaporanga
- Aeroporto de Caxambu (SNXB) - Caxambu
- Aeroporto de Capelinha (SICK) - Capelinha
- Aeroporto de Cláudio (SWUD) - Cláudio
- Aeroporto de Diamantina (DTI/SNDT) - Diamantina
- Aeroporto de Espinosa (ESI/SBEP) - Espinosa
- Aeroporto de Frutal (SNFU) - Frutal
- Aeroporto Coronel Altino Machado (GVR/SBGV) - Governador Valadares
- Aeroporto de Itambacuri (Fazenda Americana) (ITI) - Itambacuri
- Aeroporto de Ituiutaba (SNYB) - Ituiutaba
- Aeroporto de Jaíba (SNMK) - Jaíba
- Aeroporto de Janaúba - Janaúba
- Aeroporto de Januária (JNA/SNJN) - Januária
- Aeroporto Municipal José Figueiredo (PSW) - Passos
- Aeroporto Francisco Álvares de Assis (JDF/SBJF) - Juiz de Fora
- Aeroporto de Leopoldina (LEP) - Leopoldina (Minas Gerais)
- Aeroporto Regional de Manhuaçu (SNJM) - Manhuaçu
- Aeroporto de Mato Verde (SBMV) - Mato Verde
- Aeroporto de Mocambinho (SBMM) - Jaíba
- Aeroporto de Monte Verde (SNEJ) - Camanducaia
- Aeroporto de Muriaé (SNBM) - Muriaé
- Aeroporto de Nanuque (NNU/SNNU) - Nanuque
- Aeroporto de Paracatu (SNZR) - Paracatu
- Aeroporto de Patos de Minas (POJ/SNPD) - Patos de Minas
- Aeroporto de Pirapora (PIV) - Pirapora
- Aeroporto de Pouso Alegre (PPY/SNZA) - Pouso Alegre
- Aeroporto de São João del-Rei (JDR/SNJR) - São João del-Rei
- Aeroporto de São Lourenço (SSO/SNLO) - São Lourenço
- Aeroporto de São Sebastião do Paraíso (SNPY) - São Sebastião do Paraíso
- Aeroporto de Teófilo Otoni (TFL/SNTO) - Teófilo Otoni
- Aeroporto de Ubá (SNUB) - Ubá
- Aeroporto de Unaí (SNUN) - Unaí
- Aeroporto de Varginha (VAG/SBVG) - Varginha
- Aeroporto de Viçosa (SNVC) - Viçosa

## Rio de Janeiro
Infraero
- Aeroporto de Campos dos Goytacazes (CAW/SBCP) - Campos dos Goytacazes
- Aeroporto de Macaé (MEA/SBME) - Macaé
- Aeroporto Internacional do Rio de Janeiro - Antônio Carlos Jobim (GIG/SBGL) - Rio de Janeiro
- Aeroporto Santos Dumont (SDU/SBRJ) - Rio de Janeiro
- Aeroporto de Jacarepaguá (***/SBJR) - Rio de Janeiro

Municipais
- Aeroporto de Angra dos Reis (SDAG) - Angra dos Reis
- Aeroporto de Búzios (BZC/SBBZ) - Armação dos Búzios
- Aeroporto de Cabo Frio (CFB/SBCB) - Cabo Frio
- Aeroporto de Itaperuna (ITP/SDUN) - Itaperuna
- Aeroporto de Maricá (SDMC) - Maricá
- Aeroporto de Nova Iguaçu (QNV/SDNY) - Nova Iguaçu
- Aeroporto de Paraty (SDTK) - Paraty
- Aeroporto de Resende (SDRS) - Resende

## São Paulo
Embraer

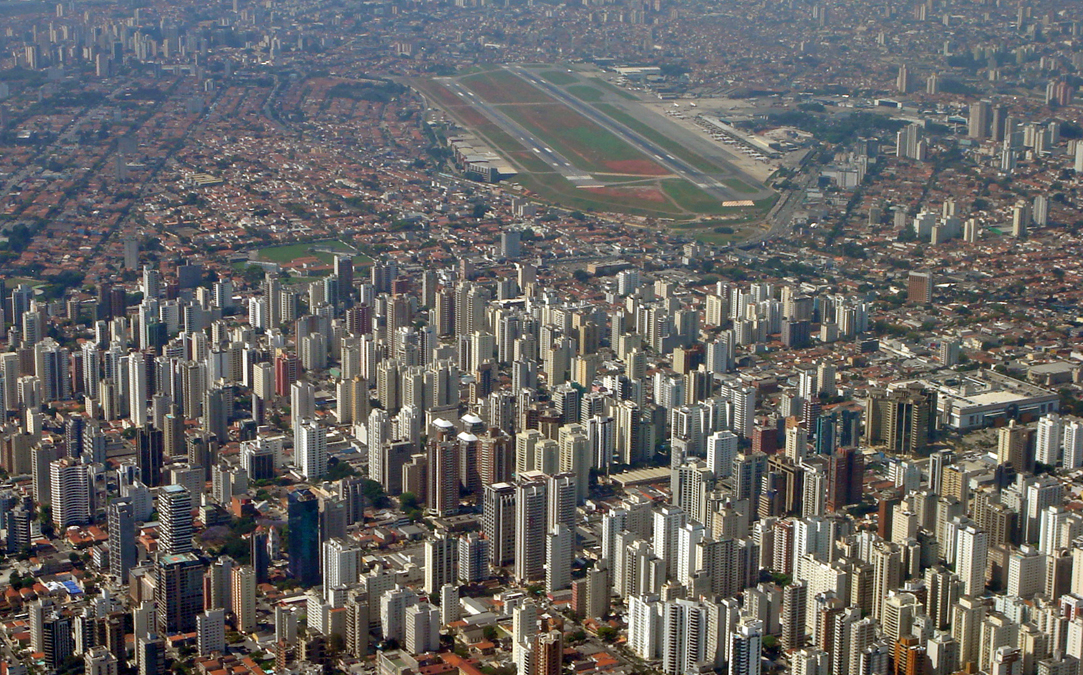
Fotografia aérea do aeroporto de Congonhas.

- Aeródromo de Gavião Peixoto - Embraer-Boeing ensaios em Voo (***/SBGP) - Gavião Peixoto

Concessão

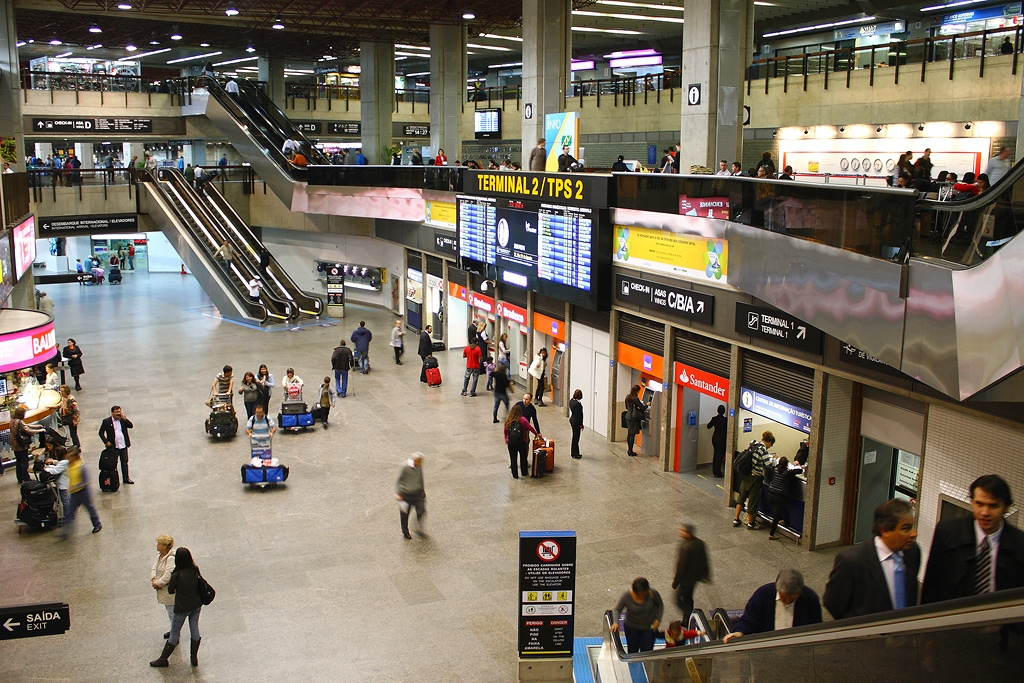
Interior de um dos terminais do Aeroporto Internacional de Guarulhos. O maior da América Latina.

- Aeroporto Internacional de São Paulo - Guarulhos (GRU/SBGR) - Guarulhos
- Interior de um dos terminais do Aeroporto Internacional de Guarulhos. O maior da América Latina.Aeroporto Internacional de Campinas - Viracopos (VCP/SBKP) - Campinas
- Aeródromo de Araras (***/SDAA) - Araras
- Aeroporto de Bragança Paulista (BJP/SBBP) - Bragança Paulista
- Aeroporto Campo dos Amarais (CPQ/SDAM) - Campinas
- Aeroporto de Itanhaém (***/SDIM) - Itanhaém
- Aeroporto de Jundiaí (QDV/SBJD) - Jundiaí
- Aeroporto de Ubatuba (UBT/SDUB) - Ubatuba

Federais Infraero
- Aeroporto Campo de Marte (***/SBMT) - São Paulo
- Aeroporto de São Paulo - Congonhas (CGH/SBSP) - São Paulo
- Aeroporto de São José dos Campos (SJK/SBSJ) - São José dos Campos

Estaduais Daesp
- Aeroporto de Andradina (***/SDDN) - Andradina
- Aeroporto de Araçatuba (ARU/SBAU) - Araçatuba
- Aeroporto de Araraquara (AQA/SBAQ) - Araraquara
- Aeroporto de Assis (AIF/SBAS) - Assis
- Aeroporto de Avaré-Arandu (QVP/SDRR) - Avaré
- Aeroporto de Barretos (BAT/SBBT) - Barretos (municipalizado em 2012 e reestatizado em 2019)
- Aeroporto de Bauru-Arealva (JTC/SBAE) - Bauru
- Aeroporto de Dracena (QDC/SDDR) - Dracena
- Aeroporto de Franca (FRC/SIMK) - Franca
- Aeroporto de Guaratinguetá (GUJ/SBGW) - Guaratinguetá
- Aeroporto de Marília (MII/SBML) - Marília
- Aeroporto de Penápolis (***/SDPN) - Penápolis
- Aeroporto de Presidente Epitácio (***/SDEP) - Presidente Epitácio
- Aeroporto de Presidente Prudente (PPB/SBDN) - Presidente Prudente
- Aeroporto de Registro (***/SSRG) - Registro
- Aeroporto de Ribeirão Preto (RAO/SBRP) - Ribeirão Preto
- Aeroporto Internacional de São Carlos (QSC/SDSC) - São Carlos
- Aeroporto de São José do Rio Preto (SJP/SBSR) - São José do Rio Preto
- Aeroporto de São Manuel (***/SDNO) - São Manuel
- Aeroporto de Sorocaba (SOD/SDCO) - Sorocaba
- Aeroporto de Tupã (***/SDTP) - Tupã
- Aeroporto de Urubupungá (URB/SBUP) - Castilho (encontra-se interditado)
- Aeroporto de Votuporanga (VOT/SDVG) - Votuporanga

Municipais Prefeituras
- Aeroporto de Adamantina (***/SDAD) - Adamantina
- Aeroporto de Americana (***/SDAI) - Americana
- Aeroporto de Atibaia (***/SDTB) - Atibaia
- Aeroporto de Barretos (BAT/SBBT) - Barretos (municipalizado em 2012 e reestatizado em 2019)
- Aeródromo de Bauru (BAU/SBBU) - Bauru (municipalizado em 2012)
- Aeroporto de Bebedouro (***/SDBB)  - Bebedouro
- Aeroporto de Botucatu (QCP/SDBK) - Botucatu (municipalizado em 2012)
- Aeroporto de Capão Bonito (***/SDCA) - Capão Bonito
- Aeródromo de Casa Branca (***/SDKB) - Casa Branca
- Aeroporto de Fernandópolis (***/SDFD) - Fernandópolis
- Aeroporto de Ibaté (***/SDIE) - Ibaté e São Carlos - (desativado em 2008)
- Aeroporto de Ibitinga (***/SDIG)- Ibitinga
- Aeroporto de Ilha Solteira (***/SBIL) - Ilha Solteira
- Aeroporto de Itápolis (***/SDIO) - Itápolis
- Aeroporto de Itapeva (***/SDYW) - Itapeva
- Aeroporto de Itararé (***/SDID) - Itararé
- Aeroporto de Jales (JLS/SDJL) - Jales
- Aeroporto de Lençóis Paulista (QGC/SDLP) - Lençóis Paulista
- Aeroporto de Leme (***/SDLL) - Leme
- Aeroporto de Limeira (***/SDYM) - Limeira
- Aeroporto de Lins (LIP/SBLN) - Lins (municipalizado em 2012)
- Aeroporto de Matão (***/SDLI) - Matão
- Aeroporto de Ourinhos (OUS/SDOU) - Ourinhos (municipalizado em 2018)[2]
- Aeroporto de Piracicaba (QHB/SDPW) - Piracicaba (municipalizado em 2012)
- Aeroporto de Pirassununga (***/SDPY) - Pirassununga
- Aeroporto de Porto Ferreira (***/SDPF) - Porto Ferreira - (desativado em 2006)[3][4][5]
- Aeroporto de Presidente Venceslau (***/SDPV) - Presidente Venceslau
- Aeroporto de Rio Claro (***/SDRK) - Rio Claro
- Aeroporto de São João da Boa Vista (***/SDJV) - São João da Boa Vista
- Aeroporto Salgado Filho (***/SDZC) - São Carlos - (desativado em 2002)
- Aeroporto de São Pedro (São Paulo) (***/SDAE) São Pedro
- Aeroporto de Tatuí (***/SDTF) - Tatuí e Itapetininga (municipalizado em 1986)

Privados
- Aeroporto de Brotas (***/SJTK) - Brotas
- Aeroporto de Catanduva (***/SDCD) - Catanduva
- Aeroporto Ilha Clube Aerodesportivo - ICA (***/SSMW) - Peruíbe
- Aeródromo de São João da Boa Vista (***/SDJV) - São João da Boa Vista
- Aeródromo Dr. José Augusto de Arruda Botelho (***/SDJA) - Itirapina e São Carlos
- Aeródromo de São José do Rio Pardo (***/SIPA) - São José do Rio Pardo
- Aeroporto Usina Açucareira Santo Antônio (***/SDTN) - Sertãozinho
- Aeródromo Fazenda Campo Vitória - Campo Vitória (***/SDVA) - Vargem Grande do Sul
- Aeródromo Vargem Grande Paulista - Nascimento I (***/SDNI) - Vargem Grande Paulista
- Aeródromo Comandante Vittorio Bonomi (***/SJCA) - Mococa

Força Aérea Brasileira
- Base Aérea de Santos (SSZ/SBST) - Guarujá
- Aeródromo Campo de Fontenelle (QPS/SBYS) - Academia da Força Aérea - Pirassununga
- Aeroporto de Guaratinguetá (GUJ/SBGW) - Escola de Especialistas de Aeronáutica - Guaratinguetá

Exército Brasileiro
- Base de Aviação de Taubaté (QHP/SBTA) - Taubaté